# Jamie Oliver

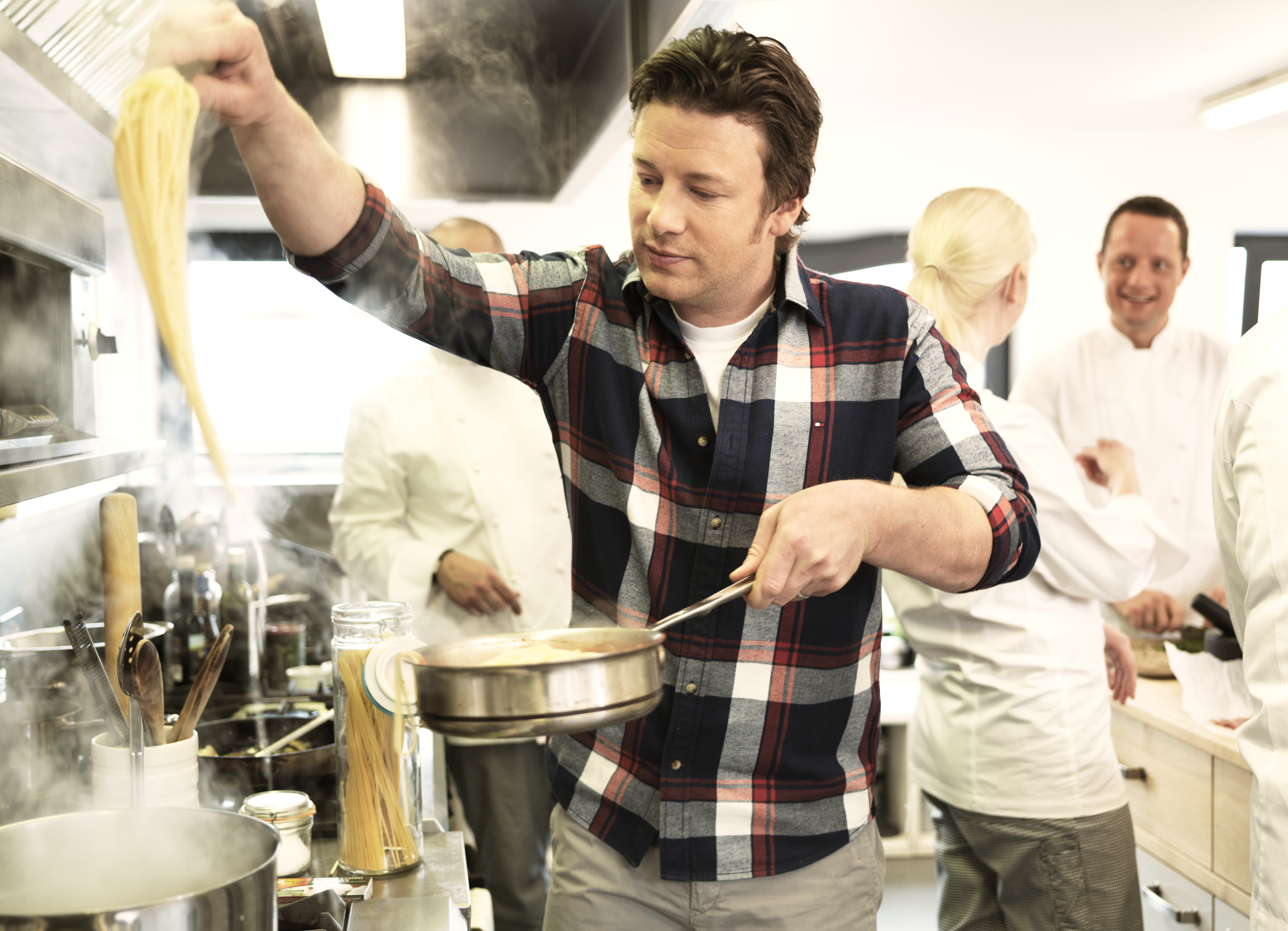
Jamie Oliver

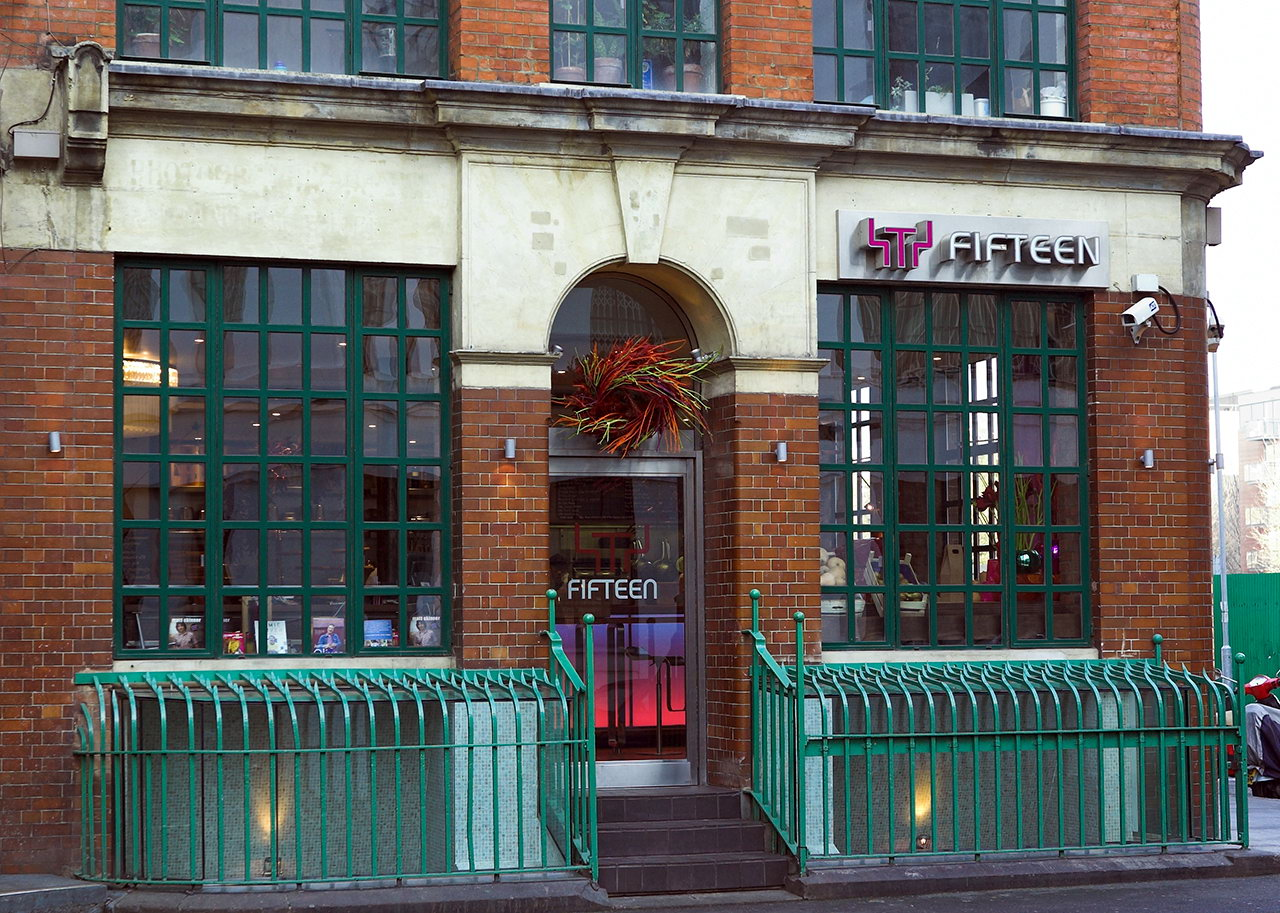
Fifteen

James 'Jamie' Trevor Oliver MBE (Clavering, 27 mei 1975), bijgenaamd The Naked Chef, is een Britse chef-kok.

## Jeugd en carrière
Oliver groeide op in zijn geboorteplaats Clavering waar zijn ouders een pub-restaurant (The Cricketers) bezaten en hij na schooltijd meehielp in de keuken. Toen hij zestien werd, ging Oliver van school af. Hij meldde zich aan bij Westminster Catering College, volgde lessen in Frankrijk en trad in dienst bij kok Antonio Carluccio. Daarna ging hij werken in The River Café in Londen.
Oliver kwam in The River Café voor het eerst in aanraking met televisie. Op een dag kwam er een televisieploeg opnames maken voor de documentaire Christmas at the River Café. De redacteuren van het programma merkten Oliver op. De dag dat het programma op televisie verscheen, kreeg hij meerdere aanbiedingen van televisieproducenten.
Oliver ging in zee met Optomen Television, de producent van onder meer het kookprogramma Two Fat Ladies. Het idee achter The Naked Chef was om eten terug te brengen naar de essentie (vandaar de naam Naked). Het programma had als insteek dat dure ingrediënten en keukenmachines geen voorwaarde zijn om iets smakelijks klaar te kunnen maken.
Oliver maakte sindsdien verschillende programma's, schreef een aantal kookboeken en werd consultant-chef bij Monte's restaurant in Londen. Ook ging hij artikelen schrijven voor het Saturday Times Magazine. Oliver was te zien in een reclamecampagne van een supermarktketen, maar daar was de BBC niet blij mee. Ook begon hij het restaurant Fifteen in Londen, waarin vijftien kansarme jongeren een opleiding tot horecaprof kregen. Oliver wil meer soortgelijke restaurants opzetten in Groot-Brittannië, Sydney en New York. Hij opende ook een Fifteen-restaurant in het Oostelijk Havengebied in Amsterdam. Oliver begon een actie voor het verbeteren van de kwaliteit van schoolmaaltijden.

## Privéleven
Op 24 juni 2000 trouwde Oliver met voormalig model Juliette Norton, alias 'Jools'. Het koppel leerde elkaar kennen in 1993 en kreeg drie dochters en twee zoons.  Het gezin woont in Clavering, Essex.

## Trivia
- Oliver heeft een eigen bier: Lady Marmalade.[4]
- In oktober 2012 werd Oliver als ereridder opgenomen in het genootschap van De Ridderschap van de Roerstok der Brouwers. Dit is een onderscheiding voor personen die hun diensten bewezen hebben voor het brouwersberoep. De onderscheiding wordt toegekend door de vereniging van Belgische brouwers.[5]

## Kookboeken
Jamie Oliver schreef meerdere succesvolle kookboeken:
- Jamie's America
- Jamie's ministry of food
- Jamie At Home
- Cook With Jamie
- Jamie's Little Book Of Big Treats
- Jamie's Italy
- Jamie's Dinners
- Jamie's Kitchen
- Happy Days with the Naked Chef
- Return of the Naked Chef
- The Naked Chef
- Jamie in 30 minutes
- Jamie in 15 minutes
- Save with Jamie
- Jamie's Comfort Food
- Everyday Super Food
- Super Food Family Classics
- Jamie Oliver's Christmas Cookbook
- 5 Ingredients
- Jamie cooks Italy
- Jamie's Friday Night Feast
- VEG
- 7 Ways
- Together